# Erik Christiansen
Erik Christiansen, né le 20 septembre 1956 à Copenhague, est un rameur d'aviron danois.

## Palmarès

### Jeux olympiques
- 1984 à Los Angeles
  -  Médaille de bronze en quatre sans barreur[1]